# Az Amerikai Egyesült Államok az 1956. évi téli olimpiai játékokon
Az Amerikai Egyesült Államok az olaszországi Cortina d’Ampezzóban megrendezett 1956. évi téli olimpiai játékok egyik részt vevő nemzete volt. Az országot az olimpián 8 sportágban 67 sportoló képviselte, akik összesen 7 érmet szereztek.

## Érmesek
| Érem  | Versenyző | Sportág     | Versenyszám  |
| ----- | --- | ----------- | ------------ |
| Arany | Hayes Alan Jenkins | Műkorcsolya | Férfi egyéni |
| Arany | Tenley Albright | Műkorcsolya | Női egyéni   |
| Ezüst | Nemzeti válogatott Willard Ikola Don Rigazio Richard Rodenheiser Daniel McKinnon Ed Sampson John Matchefts Richard Meredith Dick Dougherty Ken Purpur John Mayasich Bill Cleary Wellington Burtnett Wendell Anderson Gene Campbell Gordon Christian Weldon Olson John Petroske | Jégkorong   | Férfi        |
| Ezüst | Ronnie Robertson | Műkorcsolya | Férfi egyéni |
| Ezüst | Carol Heiss | Műkorcsolya | Női egyéni   |
| Bronz | Charles Butler William Dodge James Lamy Arthur Tyler | Bob         | Férfi négyes |
| Bronz | David Jenkins | Műkorcsolya | Férfi egyéni |

## Alpesisí
Férfi
| Versenyző         | Versenyszám      | 1. futam | 1. futam | 2. futam | 2. futam | Összesítés | Összesítés |
| Versenyző         | Versenyszám      | Idő      | Hely.    | Idő      | Hely.    | Idő        | Helyezés   |
| ----------------- | ---------------- | -------- | -------- | -------- | -------- | ---------- | ---------- |
| Bill Beck         | Lesiklás         |          |          |          |          | kizárták   | kizárták   |
| Brooks Dodge, Jr. | Műlesiklás       | 1:27,6   | 3.       | 1:54,2   | 8.       | 3:21,8     | 4.         |
| Brooks Dodge, Jr. | Óriás-műlesiklás |          |          |          |          | 3:16,4     | 15.        |
| Buddy Werner      | Lesiklás         |          |          |          |          | 3:05,8     | 11.        |
| Buddy Werner      | Műlesiklás       | kizárták | kizárták | kiesett  | kiesett  | kiesett    | kiesett    |
| Buddy Werner      | Óriás-műlesiklás |          |          |          |          | 3:21,5     | 21.        |
| Marvin Melville   | Lesiklás         |          |          |          |          | kizárták   | kizárták   |
| Ralph Miller, Jr. | Lesiklás         |          |          |          |          | kizárták   | kizárták   |
| Ralph Miller, Jr. | Műlesiklás       | 1:34,0   | 18.      | 2:13,8   | 26.*     | 3:47,8     | 22.        |
| Ralph Miller, Jr. | Óriás-műlesiklás |          |          |          |          | 3:15,8     | 13.        |
| Tom Corcoran      | Műlesiklás       | 1:37,1   | 27.      | 2:04,2   | 16.      | 3:41,3     | 19.        |
| Tom Corcoran      | Óriás-műlesiklás |          |          |          |          | 3:16,0     | 14.        |

Női
| Versenyző            | Versenyszám      | 1. futam | 1. futam | 2. futam | 2. futam | Összesítés | Összesítés |
| Versenyző            | Versenyszám      | Idő      | Hely.    | Idő      | Hely.    | Idő        | Helyezés   |
| -------------------- | ---------------- | -------- | -------- | -------- | -------- | ---------- | ---------- |
| Andrea Mead-Lawrence | Lesiklás         |          |          |          |          | 1:55,2     | 30.        |
| Andrea Mead-Lawrence | Műlesiklás       | 1:10,5   | 27.      | 1:15,3   | 25.      | 2:25,8     | 25.*       |
| Andrea Mead-Lawrence | Óriás-műlesiklás |          |          |          |          | 1:58,3     | 4.*        |
| Penny Pitou          | Lesiklás         |          |          |          |          | 1:58,9     | 34.        |
| Penny Pitou          | Műlesiklás       | 1:26,2   | 33.      | 1:16,3   | 27.      | 2:42,5     | 31.        |
| Penny Pitou          | Óriás-műlesiklás |          |          |          |          | 2:10,4     | 34.        |
| Betsy Snite          | Óriás-műlesiklás |          |          |          |          | kizárták   | kizárták   |
| Dorothy Surgenor     | Lesiklás         |          |          |          |          | 2:01,5     | 38.        |
| Dorothy Surgenor     | Műlesiklás       | 1:09,1   | 25.      | 1:08,2   | 22.      | 2:17,3     | 20.        |
| Gladys Werner        | Lesiklás         |          |          |          |          | 1:49,6     | 10.        |
| Gladys Werner        | Műlesiklás       | 1:13,9   | 28.*     | 1:16,2   | 26.      | 2:30,1     | 27.        |
| Gladys Werner        | Óriás-műlesiklás |          |          |          |          | 2:04,0     | 22.*       |

* - egy másik versenyzővel azonos eredményt ért el

## Bob
| Versenyző                                                     | Versenyszám | 1. futam | 1. futam | 2. futam | 2. futam | 3. futam | 3. futam | 4. futam | 4. futam | Összesítés | Összesítés |
| Versenyző                                                     | Versenyszám | Idő      | Hely.    | Idő      | Hely.    | Idő      | Hely.    | Idő      | Hely.    | Idő        | Helyezés   |
| ------------------------------------------------------------- | ----------- | -------- | -------- | -------- | -------- | -------- | -------- | -------- | -------- | ---------- | ---------- |
| Waightman Washbond Piet Biesiadecki                           | Kettes      | 1:24,82  | 8.       | 1:24,15  | 7.       | 1:24,78  | 7.       | 1:24,41  | 3.       | 5:38,16    | 5.         |
| Arthur Tyler Edgar Seymour                                    | Kettes      | 1:25,41  | 9.       | 1:23,77  | 3.*      | 1:24,44  | 5.       | 1:26,46  | 17.      | 5:40,08    | 6.         |
| Arthur Tyler William Dodge Charles Butler James Lamy          | Négyes      | 1:17,75  | 3.       | 1:17,87  | 3.       | 1:18,25  | 3.       | 1:18,52  | 3.       | 5:12,39    |            |
| James Bickford Donald Jacques Lawrence McKillip Hubert Miller | Négyes      | 1:20,97  | 17.      | 1:22,47  | 20.      | 1:21,22  | 16.      | 1:20,50  | 11.      | 5:25,16    | 19.        |

* - egy másik csapattal azonos eredményt ért el

## Északi összetett
| Versenyző             | Síugrás  | Síugrás  | Síugrás  | Síugrás  | Síugrás  | Síugrás  | Síugrás | Síugrás | Sífutás | Sífutás | Sífutás | Összesítés | Összesítés |
| Versenyző             | 1. ugrás | 1. ugrás | 2. ugrás | 2. ugrás | 3. ugrás | 3. ugrás | Össz.   | Össz.   | Sífutás | Sífutás | Sífutás | Összesítés | Összesítés |
| Versenyző             | Távolság | Pont     | Távolság | Pont     | Távolság | Pont     | Pont    | Hely.   | Idő     | Pont    | Hely.   | Pont       | Helyezés   |
| --------------------- | -------- | -------- | -------- | -------- | -------- | -------- | ------- | ------- | ------- | ------- | ------- | ---------- | ---------- |
| Marvin Crawford       | 67,0     | (96,5)   | 69,5     | 97,5     | 69,5     | 99,0     | 196,5   | 17.*    | 1:02:24 | 216,400 | 26.     | 412,900    | 23.        |
| Theodore Farwell, Jr. | 60,5     | 88,5     | 59,5     | (83,0)   | 61,0     | 85,0     | 173,5   | 33.*    | 1:01:21 | 220,500 | 22.     | 394,000    | 30.        |
| Buck Levy             | 54,5     | (72,5)   | 60,0     | 80,5     | 61,0     | 81,5     | 162,0   | 36.     | 1:05:42 | 203,600 | 33.     | 365,600    | 35.        |
| Charles Tremblay      | 61,5     | (88,0)   | 64,0     | 91,0     | 64,5     | 91,0     | 182,0   | 30.     | 1:07:40 | 196,000 | 34.     | 378,000    | 34.        |

* - egy másik versenyzővel azonos eredményt ért el

## Gyorskorcsolya
| Versenyző        | Versenyszám | Eredmény | Helyezés |
| ---------------- | ----------- | -------- | -------- |
| Chuck Burke      | 5000 m      | 8:47,4   | 43.      |
| Bill Carow       | 500 m       | 41,8     | 6.       |
| Ken Henry        | 500 m       | 42,8     | 17.***   |
| Art Longsjo, Jr. | 5000 m      | 8:40,0   | 40.      |
| Pat McNamara     | 1500 m      | 2:15,2   | 20.      |
| Pat McNamara     | 5000 m      | 8:10,6   | 17.      |
| Pat McNamara     | 10 000 m    | 17:45,6  | 27.*     |
| Don McDermott    | 500 m       | 43,2     | 25.**    |
| Don McDermott    | 1500 m      | 2:18,6   | 37.      |
| Gene Sandvig     | 1500 m      | 2:17,1   | 30.      |
| Gene Sandvig     | 5000 m      | 8:25,5   | 31.      |
| Johnny Werket    | 500 m       | 42,4     | 11.*     |
| Johnny Werket    | 1500 m      | 2:16,1   | 25.      |

* - egy másik versenyzővel azonos eredményt ért el

** - két másik versenyzővel azonos eredményt ért el

*** - három másik versenyzővel azonos eredményt ért el

## Jégkorong
| Amerikai férfi jégkorongcsapat-játékoskeret                                                                | Amerikai férfi jégkorongcsapat-játékoskeret                                                          | Amerikai férfi jégkorongcsapat-játékoskeret                                   |
| --- | --- | ----------------------------------------------------------------------------- |
| - Wendell Anderson - Wellington Burtnett - Gene Campbell - Gordon Christian - Bill Cleary - Dick Dougherty | - Willard Ikola - John Matchefts - John Mayasich - Daniel McKinnon - Richard Meredith - Weldon Olson | - John Petroske - Ken Purpur - Don Rigazio - Richard Rodenheiser - Ed Sampson |

### Eredmények
Csoportkör
B csoport
| Csapat           | M | Gy | D | V | G+ | G– | Gk | P |
| ---------------- | - | -- | - | - | -- | -- | -- | - |
| Csehszlovákia    | 2 | 2  | 0 | 0 | 12 | 6  | +6 | 4 |
| Egyesült Államok | 2 | 1  | 0 | 1 | 7  | 4  | +3 | 2 |
| Lengyelország    | 2 | 0  | 0 | 2 | 3  | 12 | –9 | 0 |

| 1956. január 27. | Csehszlovákia (TCH) | 4 – 3 (2–1, 0–1, 2–1) | Egyesült Államok | Cortina d’Ampezzo |

|  |  |  |  |  |
|  |  |  |  |  |
|  |  |  |  |  |
|  |  |  |  |  |

| 1956. január 28. | Egyesült Államok (USA) | 4 – 0 (1–0, 0–0, 3–0) | Lengyelország | Cortina d’Ampezzo |

|  |  |  |  |  |
|  |  |  |  |  |
|  |  |  |  |  |
|  |  |  |  |  |

Döntő csoportkör
| 1956. január 30. | Egyesült Államok (USA) | 7 – 2 (6–0, 1–1, 0–1) | Egyesült Német Csapat | Cortina d’Ampezzo |

|  |  |  |  |  |
|  |  |  |  |  |
|  |  |  |  |  |
|  |  |  |  |  |

| 1956. január 31. | Egyesült Államok (USA) | 4 – 1 (2–0, 0–1, 2–0) | Kanada | Cortina d’Ampezzo |

|  |  |  |  |  |
|  |  |  |  |  |
|  |  |  |  |  |
|  |  |  |  |  |

| 1956. február 1. | Egyesült Államok (USA) | 6 – 1 (1–1, 2–0, 3–0) | Svédország | Cortina d’Ampezzo |

|  |  |  |  |  |
|  |  |  |  |  |
|  |  |  |  |  |
|  |  |  |  |  |

| 1956. február 3. | Szovjetunió (URS) | 4 – 0 (0–0, 1–0, 3–0) | Egyesült Államok | Cortina d’Ampezzo |

|  |  |  |  |  |
|  |  |  |  |  |
|  |  |  |  |  |
|  |  |  |  |  |

| 1956. február 4. | Egyesült Államok (USA) | 9 – 4 (1–0, 3–2, 5–2) | Csehszlovákia | Cortina d’Ampezzo |

|  |  |  |  |  |
|  |  |  |  |  |
|  |  |  |  |  |
|  |  |  |  |  |

Végeredmény
| Csapat                | M | Gy | D | V | G+ | G– | Gk  | P  |
| --------------------- | - | -- | - | - | -- | -- | --- | -- |
| Szovjetunió           | 5 | 5  | 0 | 0 | 25 | 5  | +20 | 10 |
| Egyesült Államok      | 5 | 4  | 0 | 1 | 26 | 12 | +14 | 8  |
| Kanada                | 5 | 3  | 0 | 2 | 23 | 11 | +12 | 6  |
| Svédország            | 5 | 1  | 1 | 3 | 10 | 17 | –7  | 3  |
| Csehszlovákia         | 5 | 1  | 0 | 4 | 20 | 30 | –10 | 2  |
| Egyesült Német Csapat | 5 | 0  | 1 | 4 | 6  | 35 | –29 | 1  |

| Csapat           | Helyezés |
| ---------------- | -------- |
| Egyesült Államok |          |

## Műkorcsolya
| Versenyző                       | Versenyszám  | Kötelező elemek   | Kötelező elemek | Kűr               | Kűr   | Összesítés                     | Összesítés                     | Összesítés                     | Összesítés                     | Összesítés                     | Összesítés                     | Összesítés                     | Összesítés                     | Összesítés                     | Összesítés                     | Összesítés                     | Összesítés        | Összesítés  | Összesítés | Összesítés |
| Versenyző                       | Versenyszám  | Kötelező elemek   | Kötelező elemek | Kűr               | Kűr   | Helyezési pontszámok bírónként | Helyezési pontszámok bírónként | Helyezési pontszámok bírónként | Helyezési pontszámok bírónként | Helyezési pontszámok bírónként | Helyezési pontszámok bírónként | Helyezési pontszámok bírónként | Helyezési pontszámok bírónként | Helyezési pontszámok bírónként | Helyezési pontszámok bírónként | Helyezési pontszámok bírónként | Több. hely. száma | Hely. össz. | Pont       | Helyezés   |
| Versenyző                       | Versenyszám  | Több. hely. száma | Hely.           | Több. hely. száma | Hely. | 1                              | 2                              | 3                              | 4                              | 5                              | 6                              | 7                              | 8                              | 9                              | 10                             | 11                             | Több. hely. száma | Hely. össz. | Pont       | Helyezés   |
| ------------------------------- | ------------ | ----------------- | --------------- | ----------------- | ----- | ------------------------------ | ------------------------------ | ------------------------------ | ------------------------------ | ------------------------------ | ------------------------------ | ------------------------------ | ------------------------------ | ------------------------------ | ------------------------------ | ------------------------------ | ----------------- | ----------- | ---------- | ---------- |
| Hayes Alan Jenkins              | Férfi egyéni | 5×1+              | 1.              | 8×2+              | 2.    | 3,0                            | 1,0                            | 1,0                            | 1,0                            | 2,0                            | 2,0                            | 1,0                            | 1,0                            | 1,0                            |                                |                                | 6×1+              | 13,0        | 1497,95    |            |
| Ronald Robertson                | Férfi egyéni | 6×2+              | 2.              | 6×1+              | 1.    | 1,0                            | 2,0                            | 2,0                            | 2,0                            | 1,0                            | 1,0                            | 3,0                            | 2,0                            | 2,0                            |                                |                                | 8×2+              | 16,0        | 1492,15    |            |
| David Jenkins                   | Férfi egyéni | 7×3+              | 3.              | 7×3+              | 3.    | 2,0                            | 3,0                            | 4,0                            | 3,0                            | 3,0                            | 4,0                            | 2,0                            | 3,0                            | 3,0                            |                                |                                | 7×3+              | 27,0        | 1465,41    |            |
| Tenley Albright                 | Női egyéni   | 9×1+              | 1.              | 7×1+              | 1.    | 1,0                            | 1,0                            | 1,0                            | 1,0                            | 1,0                            | 1,0                            | 1,0                            | 1,0                            | 1,0                            | 2,0                            | 1,0                            | 10×1+             | 12,0        | 1866,39    |            |
| Carol Heiss                     | Női egyéni   | 10×2+             | 2.              | 11×2+             | 2.    | 2,0                            | 2,0                            | 2,0                            | 2,0                            | 2,0                            | 2,0                            | 2,0                            | 2,0                            | 2,0                            | 1,0                            | 2,0                            | 11×2+             | 21,0        | 1848,24    |            |
| Catherine Machado               | Női egyéni   | 6×10+             | 10.             | 6×3+              | 3.    | 10,0                           | 8,0                            | 5,0                            | 9,0                            | 8,0                            | 8,5                            | 7,0                            | 10,0                           | 6,0                            | 7,0                            | 8,0                            | 7×8+              | 86,5        | 1688,29    | 8.         |
| Carole Ann Ormaca Robin Greiner | Páros        |                   |                 |                   |       | 3,5                            | 7,0                            | 4,5                            | 8,0                            | 8,0                            | 5,0                            | 5,0                            | 10,0                           | 5,0                            |                                |                                | 5×5+              | 56,0        | 96,4       | 5.         |
| Lucille Ash Sully Kothman       | Páros        |                   |                 |                   |       | 7,0                            | 6,0                            | 9,0                            | 4,5                            | 5,5                            | 7,0                            | 6,5                            | 6,5                            | 7,0                            |                                |                                | 8×7+              | 59,5        | 95,7       | 7.         |

## Sífutás
Férfi
| Versenyző                                                | Versenyszám     | Eredmény | Helyezés |
| -------------------------------------------------------- | --------------- | -------- | -------- |
| Larry Damon                                              | 15 km           | 57:18    | 51.      |
| Buck Levy                                                | 30 km           | 2:10:56  | 50.      |
| Mack Miller                                              | 15 km           | 56:08    | 41.      |
| Mack Miller                                              | 30 km           | 2:00:38  | 38.      |
| Theodore Farwell Mack Miller Larry Damon Marvin Crawford | 4 × 10 km váltó | 2:32:04  | 12.      |

## Síugrás
| Versenyző    | 1. ugrás | 1. ugrás | 1. ugrás | 2. ugrás | 2. ugrás | 2. ugrás | Összesítés | Összesítés |
| Versenyző    | Távolság | Pont     | Hely.    | Távolság | Pont     | Hely.    | Pont       | Helyezés   |
| ------------ | -------- | -------- | -------- | -------- | -------- | -------- | ---------- | ---------- |
| Art Devlin   | 74,0     | 98,5     | 24.*     | 72,5     | 96,0     | 23.      | 194,5      | 21.        |
| Willis Olson | 65,0     | 84,5     | 45.*     | 69,5     | 90,0     | 34.*     | 174,5      | 43.        |
| Dick Rahoi   | 71,5     | 86,0     | 42.*     | 78,0     | 72,0~    | 50.      | 158,0      | 51.        |
| Roy Sherwood | 71,5     | 94,0     | 31.**    | 68,0     | 89,0     | 38.*     | 183,0      | 36.        |

* - egy másik versenyzővel azonos eredményt ért el

** - két másik versenyzővel azonos eredményt ért el

~ - az ugrás során elesett